# Santander-Gelbbrust-Buschammer
Die Santander-Gelbbrust-Buschammer (Atlapetes latinuchus yariguierum) ist eine Unterart der Gelbbrust-Buschammer. Sie wurde 2004 in Kolumbien entdeckt und 2006 von Thomas M. Donegan (Fundación ProAves) und Blanca Huertas (Natural History Museum and University College, London) wissenschaftlich beschrieben.

## Beschreibung
Brust, Kehle und Abdomen sind gelb, die „Krone“ ist gelblich rotbraun, das restliche Gefieder ist schwarz. Gegenüber der Nominatform zeichnet sich diese Unterart durch einen rabenschwarzen Rücken ohne weiße Sprenkelung aus.

## Verbreitung und Lebensraum
Die Unterart lebt im Nebelwald im Südwesten Kolumbiens zwischen Bucaramanga und Bogotá, einem der letzten Nebelwälder der Anden Kolumbiens. Da dieses Verbreitungsgebiet verhältnismäßig klein ist und ähnliche Habitate selten sind gilt die Santander-Gelbbrust-Buschammer als potentiell stark gefährdet.
Das Gebiet der „Serranía de los Yariguíes“ wurde 2005 durch die Regierung Kolumbiens zum Nationalpark erklärt. Durch die kolumbianische Vogelschutzorganisation Fundación ProAves wird das Gebiet zu einem großen Waldreservat ausgebaut.

## Entdeckung
Der Vogel wurde in den Yariguies-Bergen (Serranía de los Yariguíes) in den kolumbianischen Anden von einer Expedition entdeckt, die von Blanca Huertas Hernandez, einer Kuratorin am Natural History Museum in London, begleitet und angeführt wurde. Die Region gilt als weitestgehend unerforscht und die Entdecker des Vogels geben an, dass wahrscheinlich viele weitere unbeschriebene Vögel und andere Tierarten in diesem Waldgebiet leben. Blanca Huertas, die eigentlich Lepidopterologin ist, konnte neben dem Vogel auch viele neue Schmetterlingsarten entdecken.

## Systematik
Der neu entdeckte Vogel wurde der Gelbbrust-Buschammer (Atlapetes latinuchus) als Unterart zugeordnet. Da diese jedoch gerade einer umfassenden Revision unterzogen wird, in deren Folge sie wahrscheinlich in mehrere neue Einzelarten gesplittet wird, ist noch nicht abschließend geklärt, welcher Art Atlapetes latinuchus yariguierum zugeschlagen wird oder ob dieser Vogel als eigene Art gelten kann. Benannt ist der Vogel nach dem Indianerstamm der Yariguies, der in dieser Region vor der Eroberung durch die Spanier gelebt hat.
Das Typusexemplar wurde fotografiert und es wurden DNA-Proben für eine genaue Untersuchung entnommen.